# Number 12 Looks Just Like You
"Number 12 Looks Just Like You" is een aflevering van de Amerikaanse televisieserie The Twilight Zone. Het scenario werd geschreven door John Tomerlin, gebaseerd op het verhaal “The Beautiful People” van Charles Beaumont.

## Plot

### Opening
In zijn intro vraagt Rod Serling de kijker welk meisje de kans om mooi te worden zou kunnen weerstaan. Wie zou niet haar normale gezicht in willen ruilen voor een mooi gezicht? Vervolgens introduceert hij de kijker aan een futuristische gemeenschap waarin de wetenschap iedereen het gezicht en lichaam kan geven dat die persoon het liefst wil.

### Verhaal
In een futuristische gemeenschap weigert Marilyn Cuberle om “de transformatie” te ondergaan die normaal iedereen op zijn of haar 19e krijgt. Deze transformatie is bedoeld om iemand mooi te maken en immuun voor ziektes. Voor de transformatie moet iedere persoon kiezen uit een kleine reeks modellen, elk voorzien van een nummer. Door de geringe keuze lijken veel mensen sprekend op elkaar.
De transformatie is een gevolg van een beslissing die jaren terug is genomen. De achterliggende gedachte was om zo ongelijkheid en oneerlijkheid uit te bannen. Daar fysieke onaantrekkelijkheid een factor was die tot haat leidde, werd besloten deze als eerst te elimineren. De transformatie verlengt ook iemands levensverwachting met twee of drie keer de normale leeftijd. De transformatie moet echter plaatsvinden wanneer het lichaam daar het meest geschikt voor is en dat is in iemands 19e levensjaar.
Niemand begrijpt Marilyns keuze. Ze vertelt dat ze door het lezen van boeken (vooral die van de Griekse filosoof Socrates) beseft dat als iedereen mooi is, in feite niemand meer mooi is. Want zonder lelijkheid kan geen schoonheid bestaan. De leiders van de gemeenschap willen enkel dat iedereen hetzelfde is. Ze geven niets om schoonheid. Marilyns vriendinnen en moeder moeten hier niets van weten en dwingen haar de transformatie toch te ondergaan. De transformatie verandert ook haar persoonlijkheid zodat ze net zo wordt als alle anderen.

### Slot
In zijn slotdialoog wijst Rod Serling de kijker erop dat in deze tijd van plastische chirurgie, bodybuilding en cosmetica men het toekomstbeeld uit de zojuist getoonde aflevering niet zomaar van de hand moet doen als een verzinsel.

## Rolverdeling
- Collin Wilcox: Marilyn Cuberle
- Suzy Parker: Lana Cuberle - Simmons - Doe - Grace - Jane - Patient - Nummer 12
- Richard Long: oom Rick - Dr. Rex - Sigmund Friend - Dr. Tom - Attendant
- Pam Austin: Valerie - Marilyn

## Trivia
- De band The Number Twelve Looks Like You heeft zichzelf vernoemd naar deze aflevering.
- Het boek Uglies heeft een soortgelijke plot.
- Deze aflevering staat op volume 25 van de dvd-reeks.